# Chrysogorgia quadruplex
Chrysogorgia quadruplex is een zachte koraalsoort uit de familie Chrysogorgiidae. De koraalsoort komt uit het geslacht Chrysogorgia. Chrysogorgia quadruplex werd in 1927 voor het eerst wetenschappelijk beschreven door Thomson.